# Jerzy Mokrzyński

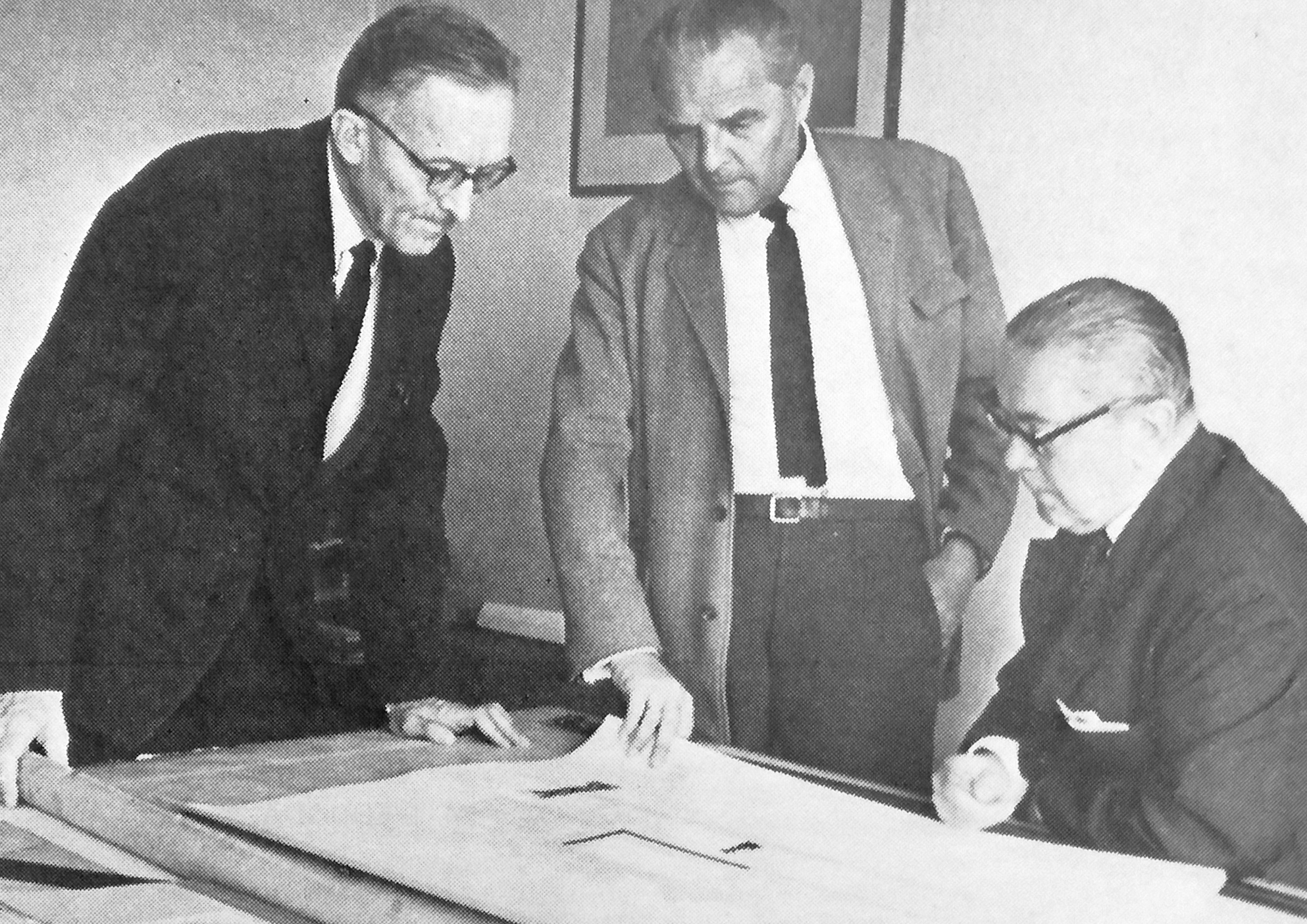
Jerzy Mokrzyński (pierwszy z prawej) pozostałymi członkami „Tygrysów”, Wacławem Kłyszewskim i Eugeniuszem Wierzbickim (1973)

Jerzy Bogusław Mokrzyński (ur. 22 września 1909 w Rzeszowie, zm. 4 czerwca 1997 w Warszawie) – polski architekt.

## Życiorys
Urodził się w rodzinie inż. Józefa (1879–1932) i Heleny (1889–1977) Mokrzyńskich. Studia rozpoczął na Wydziale Architektury Politechniki Lwowskiej, ukończył je na Wydziale Architektury Politechniki Warszawskiej (1935). 
Uczestniczył w kampanii wrześniowej. Podczas okupacji niemieckiej był żołnierzem AK.
Członek zespołu „Tygrysów” (razem z Wacławem Kłyszewskim i Eugeniuszem Wierzbickim). W tym zespole współtworzył m.in.:
- Dom Partii w Warszawie (1948−1952)[4],
- budynek mieszkalny na ul. Kredytowej w Warszawie,
- dworzec w Katowicach (1959–1972, w większości rozebrany w 2011),
- Muzeum Sztuki Nowoczesnej w Skopje,
- Filharmonię w Rzeszowie (1974),
- Muzeum Tatrzańskie (nowy gmach) (1980)[5].

Ponadto był autorem Domu Studenta w Łowiczu (ul. Akademicka) i Domu Marynarza w Szczecinie (ul. Jacka Malczewskiego).
Członek Komisji Ministra Kultury i Sztuki ds. Twórczości Architektonicznej. Członek prezydium ZG SARP (1952–1954), Wiceprezes SARP (1952–1957). Członek GKR SARP (1957–1959). Członek Rady SARP. Członek Zespołu Koordynacyjnego Sędziów Konkursowych. Rzeczoznawca SARP.
Zmarł w Warszawie, pochowany na cmentarzu Powązkowskim (kwatera 197-2-7,8).

## Ordery i odznaczenia
- Order Sztandaru Pracy II klasy (1969)[7]
- Krzyż Oficerski Orderu Odrodzenia Polski (1959)
- Medal ZAiKS-u (1978)
- Odznaka „Zasłużony Działacz Kultury”
- Złota Odznaka „Zasłużony dla Budownictwa”
- Odznaka „Milionera” (1974)
- Honorowa Odznaka ZAiKS-u (1969)
- Złota Odznaka SARP (1955)
- Złota Odznaka Odbudowy Warszawy

Źródło:.

## Nagrody
- Nagroda Państwowa III stopnia (zespołowa) za projekt gmachu KC PZPR (1951)[10]
- Nagroda Państwowa II stopnia (zespołowa) za całość działalności architektonicznej w minionym 10-leciu (1955)[11]
- Honorowa Nagroda SARP (wspólnie z Wacławem Kłyszewskim i Eugeniuszem Wierzbickim) (1968)[12]
- Nagroda Ministra Budownictwa i Przemysłu Materiałów Budowlanych I stopnia (1973)
- Nagroda Państwowa I stopnia (zespołowa) (1974)